# Android One S9
Android One S9（アンドロイド ワン エスナイン）は、Googleと京セラにより共同開発され、Y!mobileから発売されたAndroidスマートフォン。Android Oneシリーズに属する。

## 概要
2022年3月17日にY!mobileより発表され、同年3月24日より販売開始した。
Y!mobileで販売された価格は定価31,680円（税込）。
Android Oneシリーズとして初めて5Gに対応し、高速・大容量通信を可能とした。
新型コロナウイルス感染症が世界的に流行する中で安心して利用できるよう、端末に抗菌・抗ウイルス塗装を施した。またFCNTが展開するarrowsシリーズと同様に国内メーカー製の泡ハンドソープでの洗浄やアルコールによる除菌も可能とし、端末を清潔に保つことが可能。91％の医師が推奨している。
従来のAndroid One（Sシリーズ）では『ナンバリングが奇数の場合はシャープ製、偶数の場合は京セラ製』という規則性があったが、当機種からはナンバリングにかかわらず京セラ製となった。
Android Oneの確約により、発売から2年間に最低1回以上のOSバージョンアップと発売から3年間、毎月のセキュリティアップデート配信を保証している。
キャッチコピーは「抗菌・抗ウイルスボディの5Gスマホ」。

## 沿革
- 2022年
  - 3月17日 - 発表
  - 3月24日 - Y!mobileより発売。

## その他の仕様
SIM
- nano-SIM[5]
- eSIM[5]

対応周波数
- ※出典[6]
- 5G - n3/n28/n77/n78/n79/n257
- 4G FDD-LTE - 1/2/3/4/5/7/8/11/12/17/18/19/21/25/26/28
- 4G TDD-LTE - 38/39/40/41/42
- 3G W-CDMA - 1/2/4/5/6/8/19
- 2G GSM - 850MHz/900MHz/1800MHz/1900MHz
- Wi-Fi - a/b/g/n/ac（2.4GHz/5GHz）

比吸収率（SAR）
- 側頭部：0.439W/kg[5]
- 体に装着した場合：0.755W/kg[5]

防水・耐衝撃性能
- ※出典[7]
- 防水性能：IPX5・IPX8
- 防塵性能：IP6X
- 耐衝撃：MIL規格準拠